# Philippe Lombard
Philippe Lombard, né le 9 mars 1972, est un journaliste, anthologiste et un écrivain français. 

## Biographie
Philippe Lombard est né le 9 mars 1972. Après des études de droit, il publie son premier livre en 1995, consacré à la série télé Amicalement vôtre, et devient ensuite pigiste dans diverses revues (La Vie du Rail, Télérama Junior, Koalek, Kumite, Comic Box, L’Écran Fantastique...). 
Il intègre l’agence de presse Plurimédia Spectacles en 1999 et prend en charge la base de données cinéma, avant de devenir rédacteur en chef adjoint du magazine Spirit de 2001 à 2002. Il tient la rubrique « cinéma de genre » sur le site objectif-cinéma en 2002. 
Plaçant en 2005 le livre OSS 117 les dossiers secrets (écrit à l'origine pour l'éditeur DLM dix ans plus tôt) dans le coffret DVD OSS 117 édité par Gaumont Vidéo, il publie cette même année deux ouvrages chez Horizon Illimité dans la collection « Pleins feux » : Starsky & Hutch (co-écrit avec Pierre Bannier) et La Panthère rose.
Rédacteur pour les éditions Atlas puis Cobra, il participe aux fascicules des collections DVD de plusieurs séries : Starsky & Hutch, Les plus grands feuilletons de la télévision française, Les Routes du Paradis et Mission : impossible.
En 2008, il crée le site « Histoires de tournages », hébergé par Devildead.com, qui évoque les coulisses de films célèbres (une idée déclinée en chroniques sur France Info en 2013 et 2014), ainsi que le blog « Quantum of Bond », consacré à James Bond.
À partir de 2011, il se consacre de nouveau à l'édition et publie depuis lors entre un et quatre livres par an. Entre autres : Sean Flynn, l'instinct de l'aventure, Tintin, Hergé et le cinéma,  600 Répliques de films à l'usage du quotidien, Le Paris de Michel Audiard et Pourquoi Sherlock s'appelle Sherlock. Il publie régulièrement dans la collection "Petit Livre" des éditions First (Les Tontons flingueurs, Star Wars, James Bond, Les Super-héros, Les Bronzés...).
Parallèlement à ses activités éditoriales, il collabore régulièrement aux bonus d'éditions DVD en tant qu’auteur ou spécialiste interviewé (La Grande Menace, Les Oies sauvages, Banana Joe, On l'appelle Trinita, L'Homme de Rio, Mélodie en sous-sol, Le Clan des Siciliens, Le Monocle noir, Les Minichroniques de Goscinny, Le Silencieux...). Il est également un collaborateur régulier des revues Schnock, Rockyrama et Première Classics.

## Livres
- Amicalement vôtre, l’oisiveté au service du bien, DLM, 1995  (ISBN 2-87795-061-1).
- OSS 117 les dossiers secrets, Gaumont, 2005.
- Pleins Feux sur… Starsky & Hutch, écrit avec Pierre Bannier, Horizon Illimité, 2005  (ISBN 2-84787-127-6).
- Pleins Feux sur… la Panthère Rose, Horizon Illimité, 2005,  (ISBN 2-84787-142-X).
- Les Nombreuses Vies de James Bond, ouvrage collectif, Les moutons électriques, coll. Bibliothèque rouge, 2007  (ISBN 978-2-915793-35-2).
- 1001 Films, ouvrage collectif (Article sur « De battre mon cœur s’est arrêté » de Jacques Audiard), Omnibus, 2007  (ISBN 978-2-258-07529-0).
- 1001 Films, ouvrage collectif (Article sur « Bienvenue chez les Ch’tis » de Dany Boon), Omnibus, 2008  (ISBN 978-2-258-07820-8).
- Le Dico des Héros, ouvrage collectif (Articles sur l’inspecteur Clouseau et OSS 117), Les moutons électriques, coll. Bibliothèque rouge, 2009  (ISBN 978-2-915793-62-8).
- 1001 Films, ouvrage collectif (Article sur « Un prophète » de Jacques Audiard), Omnibus, 2010  (ISBN 978-2-258-08431-5).
- 501 Acteurs, ouvrage collectif (14 biographies d'acteurs français), Omnibus, 2010  (ISBN 978-2-258-08129-1).
- Sean Flynn, l'instinct de l'aventure, Éditions du Rocher, 2011  (ISBN 9782268070254).
- Tintin, Hergé et le cinéma[2], Democratic Books, 2011  (ISBN 2361040565).
- 1001 Films, ouvrage collectif (Articles sur « Intouchables" et "Polisse"), Omnibus, 2012  (ISBN 978-2-258-09367-6).
- Les Grandes Gueules du cinéma français, Éditions de L'Express, 2012  (ISBN 2843439426).
- Le Cinéma de ma jeunesse, écrit avec Laurent Chollet et Armelle Leroy, Hors Collection, 2012  (ISBN 2258089891).
- 1001 Films, ouvrage collectif (Articles sur « Intouchables", "Polisse", "Le Roi et l'oiseau" et Holy Motors"), Omnibus, 2013  (ISBN 2258100429).
- Répliques de films à l'usage du quotidien, Éditions de L'Express, 2013  (ISBN 282440003X).
- L'Univers des Tontons flingueurs, Éditions First, 2013  (ISBN 2754056122).
- 101 Voitures mythiques du cinéma, Éditions de l'Opportun, 2014  (ISBN 2360753304).
- Les 100 films les plus populaires du cinéma français, Éditions First, 2015  (ISBN 2754068813)
- 365 répliques de films culte expliquées, Éditions du Chêne, 2015  (ISBN 2812311681)
- 200 Infos incroyables mais vraies sur le cinéma, Éditions First, 2015  (ISBN 275406964X)
- Le Petit Livre de James Bond, Éditions First, 2015  (ISBN 2754079890)
- Inapte mais pas réformé : souvenirs consternés d'un appelé du contingent, format Kindle, Amazon, 2016 (ASIN B01A6WH4O6)
- Le Petit Livre des Super-héros, Éditions First, 2016  (ISBN 2754079904)
- Pourquoi Sherlock s'appelle Sherlock[4], Éditions Omnibus / L'Express-Roularta, 2016  (ISBN 2258130301)
- Le Petit Livre des Bronzés, Éditions First, 2016  (ISBN 2754083553)
- 600 Répliques de films à l'usage du quotidien, Éditions Dunod, 2016  (ISBN 210075470X).
- Le Paris de Michel Audiard[3], Éditions Parigramme, 2017  (ISBN 2840969912).
- Le Petit Livre de Star Wars, Éditions First, 2017  (ISBN 2412016682)
- Touche pas au grisbi, salope !- Argot, méchantes saillies et mots d'esprit du cinéma français[5], Éditions Dunod, 2017  (ISBN 2100760726).
- Goscinnyscope : d'Astérix au Viager, tout le cinéma du maître de la BD[6], Éditions Dunod, 2017  (ISBN 2100767313).
- Le Paris de François Truffaut[7], Éditions Parigramme, 2018  (ISBN 2373950480).
- Parler comme un super-héros - 100 Répliques cultes pour devenir invincible, Éditions Dunod, 2018  (ISBN 2100777149).
- Paris 100 films de légende, Éditions Parigramme, 2018  (ISBN 2373950863).
- Arrête de ramer, t'attaques la falaise ! - La face cachée des titres de films enfin révélée !, Éditions Dunod, 2019  (ISBN 210078370X).
- Rock'n'Paris 1956-1965, Éditions Parigramme, 2019  (ISBN 2373950960).
- Ça tourne mal ![8], Éditions La Tengo, 2019  (ISBN 2354611722).
- Sous la casquette de Michel Audiard - Les secrets de ses grandes répliques, Éditions Dunod, 2020  (ISBN 2100808451).
- Louis de Funès à Paris, les aventures d'un acteur en vadrouille, Éditions Parigramme, 2020  (ISBN 2373951304).
- Tarantino Reservoir Films , Éditions Omaké Books, 2020  (ISBN 237989017X).
- Michel Audiard - Le livre petit mais costaud[9],[10], Éditions Hugo Image, 2020  (ISBN 2755649429).
- 300 anecdotes de tournage[11], Éditions Hugo Image, 2020  (ISBN 2755683775).
- 600 Répliques de films à l'usage du quotidien, (2e éd.), Éditions Dunod, 2020  (ISBN 9782100814107).
- Ça tourne mal... à Hollywood !, Éditions La Tengo, 2020  (ISBN 2354611870).
- Les Grandes Gueules du cinéma français, Éditions Hugo Doc, 2021  (ISBN 2755692111).
- Ça s'est tourné près de chez vous !, Éditions La Tengo, 2021  (ISBN 2354612249).
- Ça tourne mal... à la télé !, Éditions La Tengo, 2022  (ISBN 2354612583).
- Lino Ventura, le livre coup de poing, Éditions Hugo Image, 2022  (ISBN 2755699744).
- Ciné Popcorn 1975 - 1995 : les vingt glorieuses de Hollywood, Éditions Hugo Image, 2023  (ISBN 2755664169).
- Paris Pop Culture, Éditions Parigramme, 2023  (ISBN 237395219X).
- Ça retourne !, Éditions La Tengo, 2023  (ISBN 235461280X).
- Stars de l'action: Rois et reines de la castagne à l'écran, Éditions Hugo Image, 2024  (ISBN 2755674296).
- 600 répliques de films: Pour avoir la bonne répartie au bon moment, Éditions Dunod, 2024  (ISBN 2100872826).
- Almería 68: Des stars, du sable et des larmes, Éditions Hugo Doc, 2025  (ISBN 2755674741).
- Sous la casquette de Michel Audiard - Les secrets de ses grandes répliques : mais où allait-il chercher tout ça ?, Éditions Dunod Poche, 2025  (ISBN 2100879766).

## Radio
Philippe Lombard a animé la chronique « Histoires de tournages » sur France Info (décembre 2013 et été 2014).

## Documentaires
- Les espions ne meurent jamais, scénariste (Label Image pour 13e Rue, 2013)
- Möbius: le making-of, interviewer (Label Image pour 13e Rue, 2013)
- Terence Hill, Bud Spencer... et moi, scénariste (Label Image pour Paris Première, 2025] ; réalisateur :  Julien Dubois